# Vindecarea unui îndrăcit orb și mut

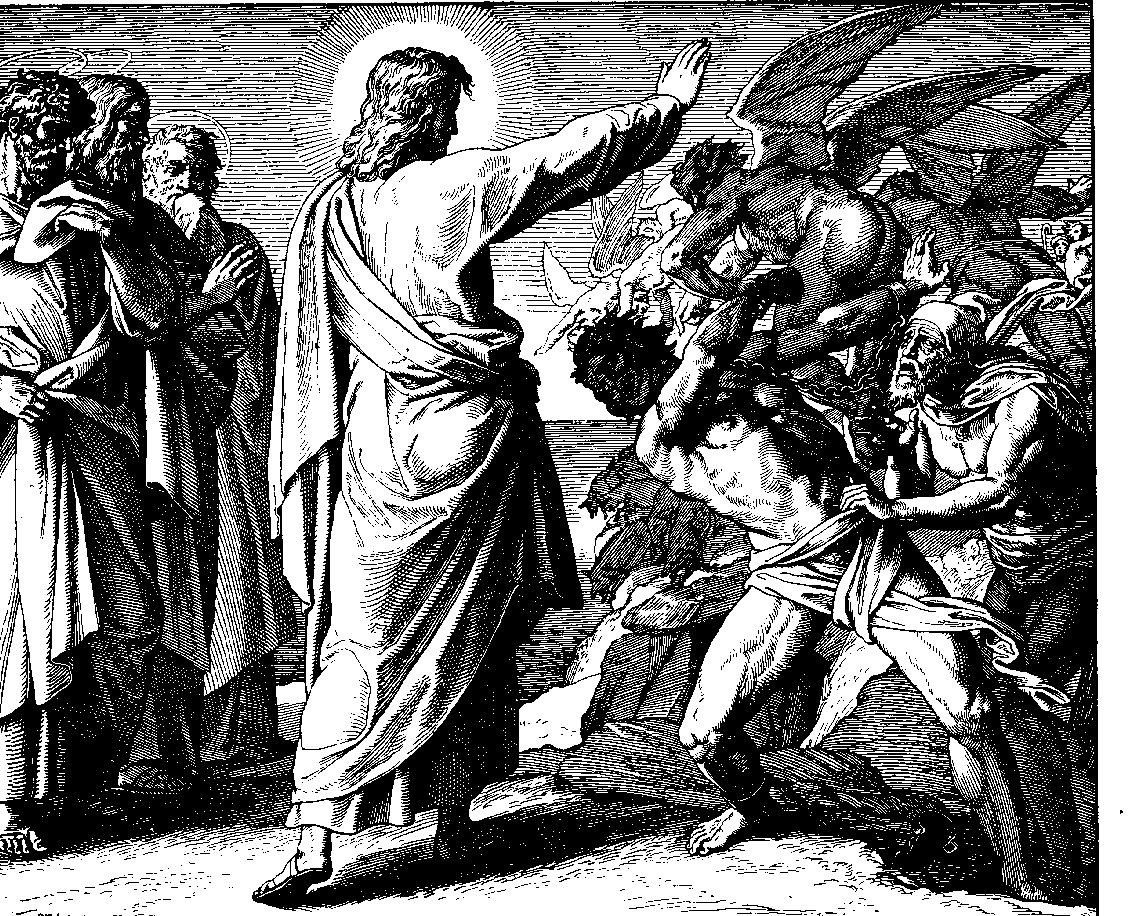
Vindecarea unui îndrăcit orb și mut de Julius Schnorr, 1860.

Vindecarea unui îndrăcit orb și mut este una din minunile lui Iisus, consemnată în Evanghelia după Matei (12:22-32), în cea după Marcu (3:20-30) și în cea după Luca (11:14-23).
Potrivit evangheliilor, Iisus a vindecat un om posedat de demon care era orb și mut, așa că acesta a putut să vadă și să vorbească. Oamenii erau uimiți și au zis: "Nu este, oare, Acesta, Fiul lui David?" (Evanghelia după Matei 3:23)
Dar când fariseii au auzit aceasta, au spus: ""Acesta nu scoate pe demoni decât cu Beelzebul, căpetenia demonilor."
Iisus le-a cunoscut gândurile și le-a zis:

"Orice împărăție care se dezbină se va prăbuși și orice cetate sau casă care se dezbină nu va mai dăinui. Dacă Satana scoate pe Satana, el s-a dezbinat pe sine. Cum ar putea atunci să dăinuiască împărăția lui? Și dacă eu scot pe demoni cu Beelzebul, cu cine îi scot fiii voștri? Așa că ei vă va fi judecători. Iar dacă eu îi scot pe demoni cu Duhul lui Dumnezeu, atunci a ajuns la voi împărăția lui Dumnezeu."

"Sau cum poate cineva să intre în casa unui om puternic și să-i jefuiască gospodăria fără ca mai întâi să-l lege pe cel puternic? Abia după aceea îi va putea jefui casa."

"Cine nu este cu mine este împotriva mea și cine nu adună cu mine risipește. De aceea vă spun vouă: Orice păcat și orice hulă se va ierta oamenilor, dar hula împotriva Duhului Sfânt nu se va ierta. Oricine va spune un cuvânt împotriva Fiului Omului va fi iertat, dar oricine va vorbi împotriva Duhului Sfânt nu va fi iertat, nici în veacul acesta și nici în cel ce va veni."